# 洛拉 (拉斯帕爾馬斯區)
洛拉（西班牙語：Lolá），是巴拿馬的城鎮，位於該國中西部，由貝拉瓜斯省的拉斯帕爾馬斯區負責管轄，面積41.1平方公里，海拔高度508米，2010年人口946，人口密度每平方公里23人。